# 4776 Луї
4776 Луї (4776 Luyi) — астероїд головного поясу, відкритий 3 листопада 1975 року.
Тіссеранів параметр щодо Юпітера — 3,540.